# District de Martigny
Le district de Martigny, dont Martigny est le chef-lieu, est un des treize districts du canton du Valais en Suisse.

## Liste des communes
Voici la liste des communes composant le district avec, pour chacune, sa population.

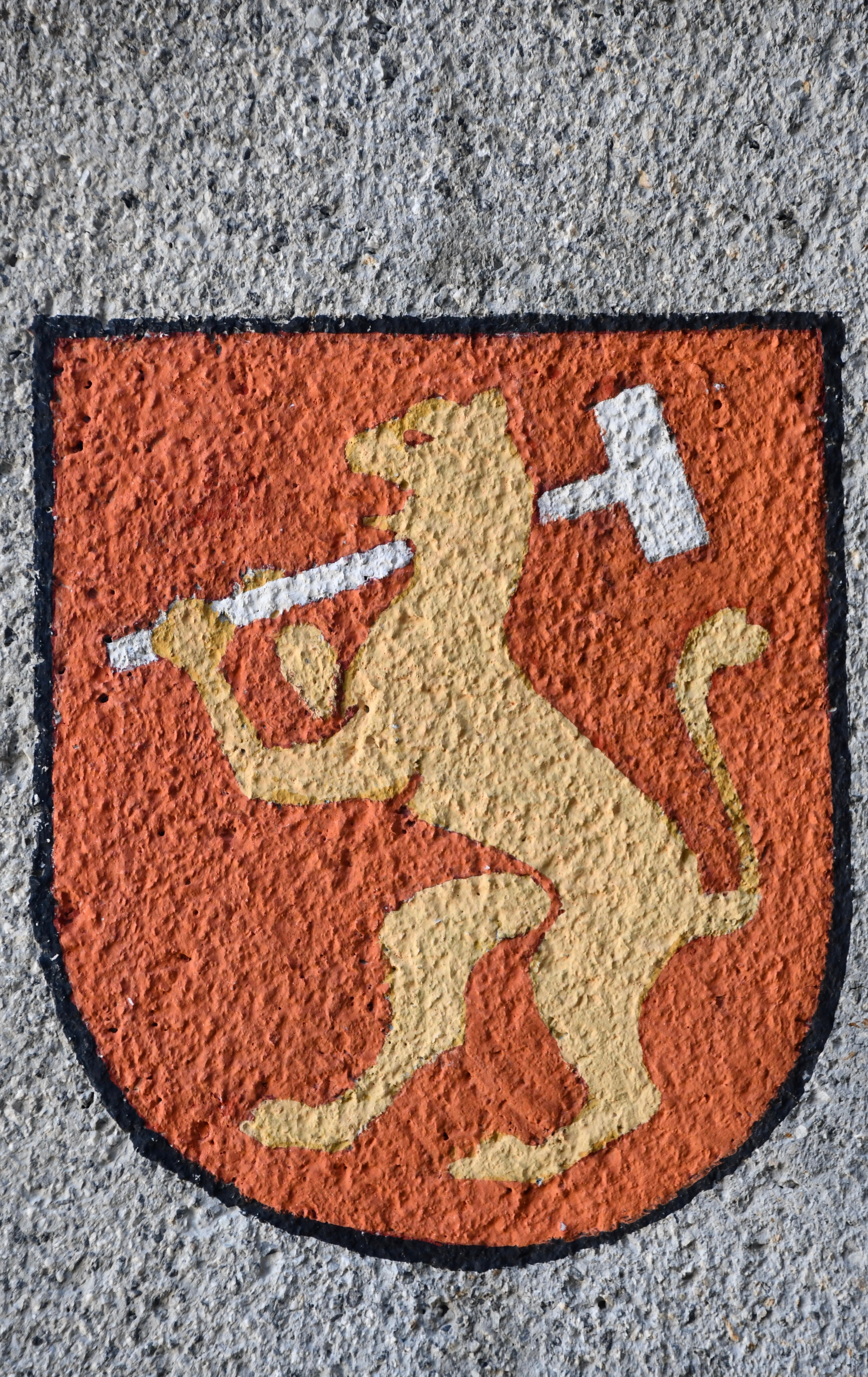
Peinture du drapeau du district.

| Nom            | N° OFS | Population (décembre 2022) |
| -------------- | ------ | -------------------------- |
| Bovernier      | 6131   | +000911,                   |
| Fully          | 6133   | +009 049,                  |
| Isérables      | 6134   | +000829,                   |
| Leytron        | 6135   | +003 281,                  |
| Martigny       | 6136   | +020 974,                  |
| Martigny-Combe | 6137   | +002 336,                  |
| Riddes         | 6139   | +003 535,                  |
| Saillon        | 6140   | 2 995                      |
| Saxon          | 6141   | +006 690,                  |
| Trient         | 6142   | +000160,                   |
| Total          | Total  | +050 760,                  |